# Elia nutrito dai corvi
Elia nutrito dai corvi è un dipinto a olio su tela (195x156,5 cm) di Giovanni Francesco Barbieri, detto Guercino, databile al 1620 e conservato alla National Gallery di Londra.

## Storia
L'opera è menzionata da Carlo Cesare Malvasia nella Felsina Pittrice,  tra le commissioni eseguite da Guercino nel 1620 per il cardinale Giacomo Serra, legato pontificio a Ferrara dal 1615 al 1623: «[Guercino] fu richiamato a Ferrara, dove fece altre pitture per i'istesso Legato e per suo Nipote, che si dilettava di disegni; e furono un quadro di Elia profeta nel deserto, Giacobbe che benedisce il figlio, tutte figure intere.»
Sebbene non sia noto con precisione in quale circostanza il dipinto sia passato dalla collezione del cardinale Serra a quella dei Barberini, è documentato che già nel 1686 — e forse anche in inventari anteriori — l'opera si trovava tra i beni della potente famiglia romana, benché identificata erroneamente come San Paolo eremita.
Quando, nel 1812, il maggiorasco fu disperso sotto il regime imperiale francese, i beni della famiglia Barberini furono divisi fra il ramo dei principi di Palestrina e quello dei principi di Carbognano (Colonna di Sciarra). Nell'atto ufficiale della divisione, datato 3 agosto 1812, i redattori dell'atto (intitolato Divisione dei Quadri appartenenti all'Ecc.ma Casa Barberini), i pittori Vincenzo Camuccini e Gaspare Landi, oltre ad annotare che il dipinto rappresentante un santo eremita nutrito dai corvi fu assegnato ai principi di Palestrina, identificarono per la prima volta il soggetto come il profeta Elia e ne attribuirono l'esecuzione a Guercino. Nei più antichi inventari della collezione, la figura era invece erroneamente indicata come san Paolo eremita. Tra questi si segnalano l'Inventario della Guardarobba dell’Emo Card.le Antonio Barberini (non datato, probabilmente riferibile al 1670),  l'inventario del 1686 redatto alla morte del principe Maffeo Barberini e infine una Nota dei quadri esistenti nel Palazzo di Roma degli Ecc.mi Siggn. Principi di Palestrina del 1738-1739.
Nel 1817 Vincenzo Camuccini compilò un inventario pubblicato da Filippo Mariotti in cui il dipinto risulta ancora presente a Palazzo Barberini. Anche Ernst Zacharias Platner nel 1838 e Jeremiah Donovan nel 1843 ne attestarono la presenza nello stesso edificio, poi confermata dagli inventari manoscritti successivi, nonché da tutte le guide e i cataloghi moderni.
L'identificazione del dipinto con l'opera descritta dal Malvasia si deve a Hermann Voss, che nel 1922 riconobbe il soggetto nel quadro conservato nella Galleria Barberini di Roma.
Il dipinto fu acquistato nel 1936 da Denis Mahon dalla principessa Maria Barberini. Alla morte dello studioso inglese, avvenuta nel 2011, l'opera passò alla National Gallery di Londra per lascito testamentario, entrando a far parte delle collezioni pubbliche britanniche. È oggi conservata con il numero d'inventario NG6643.

## Descrizione e stile
Il dipinto raffigura Elia, il profeta veterotestamentario e santo cristiano. Dopo aver annunciato una lunga siccità, Elia riceve da Dio l'ordine di rifugiarsi presso il torrente Kerit, dove viene nutrito miracolosamente da corvi, incaricati di portargli pane e carne ogni mattina e sera. Secondo ricerche condotte da David M. Stone nell'Archivio Comunale di Ferrara, una delle maggiori preoccupazioni del cardinale Serra era il contrasto alla carestia, affrontato attraverso l'attività della Congregazione dell'Abbondanza, che gestiva il controllo delle scorte di grano durante la siccità. A essa si devono nuove leggi sulla vendita e il razionamento del pane. In questo contesto, è plausibile che il Profeta Elia nutrito dai corvi, in cui l'elemento del pane è messo in risalto (si noti la forma chiaramente ferrarese del pane consegnato dagli uccelli), assuma un valore simbolico legato alla missione assistenziale del cardinale a Ferrara.
La scena è dominata dalla figura monumentale del profeta, seduto in primo piano, a grandezza superiore al naturale, che si proietta fino a toccare i margini della tela. Il corpo massiccio di Elia occupa quasi per intero lo spazio pittorico, aumentando l'impatto visivo e favorendo l'identificazione emotiva dello spettatore. Il profeta siede in atteggiamento irregolare, con la gamba destra scoperta che fuoriesce dal mantello, il busto ruotato e lo sguardo rivolto verso il cielo, in direzione degli uccelli. La posa è disarticolata e instabile, quasi colta in un movimento passeggero, accentuato dalla luce che attraversa le pieghe del mantello e crea profondi effetti d’ombra, come quello proiettato sulla pietra in primo piano. Salerno sottolinea la tensione dinamica della figura, costruita attraverso timbriche contrapposte e un’atmosfera vibrante di luci e ombre. Il risultato è un equilibrio drammatico tra solidità formale e vitalità gestuale, in una composizione dominata da una continua dialettica di piani.
Massimo Pullini legge nel dipinto un implicito omaggio a Ludovico Carracci, morto proprio nel 1619. L'eremita canuto, colto da un punto di vista ribassato, è rappresentato con una forza fisica ancora intatta, esaltata da una torsione tra busto e gambe che imprime alla figura un moto a spirale. La massa del corpo e dei panneggi occupa quasi metà della tela, mentre la pittura è salda, grave nei toni (piombo e muschio), ma vivificata da bagliori più chiari nella camicia e nel cartiglio.
Elia tiene aperto il mantello sulle ginocchia, come per raccogliere il cibo che i corvi stanno per consegnargli. I segni dell'età sul volto, la scodella vuota ai suoi piedi e lo strappo nella manica del mantello alludono alle fatiche della vita solitaria nel deserto. Sullo sfondo, due piccole figure si allontanano lungo un sentiero, sottolineando l'isolamento del profeta. In assenza di un dialogo affettivo con altri personaggi, l'unico rapporto instaurato dal profeta è con i due corvi, che lo sostengono nel suo isolamento volontario.